# Paul Schmiedlin
Paul Schmiedlin (Basel, 2 de junho de 1897 – 2 de julho de 1981) foi um futebolista suíço, medalhista olímpico.
Paul Schmiedlin competiu nos Jogos Olímpicos de Verão de 1924, ele ganhou a medalha de prata como membro da Seleção Suíça.

## Ligações Externas
- Perfil Olímpico